# Chrisso (Fokida)
Das Dorf Chrisso (griechisch Χρισσό (n. sg.); alternative Schreibweise Chriso Χρισό; im Deutschen teilweise auch Krissa) ist eine Ortsgemeinschaft in der Gemeinde (dimos δήμος) Delfi in der ehemaligen Präfektur Fokida, Region Mittelgriechenland.

## Lage und Geographie

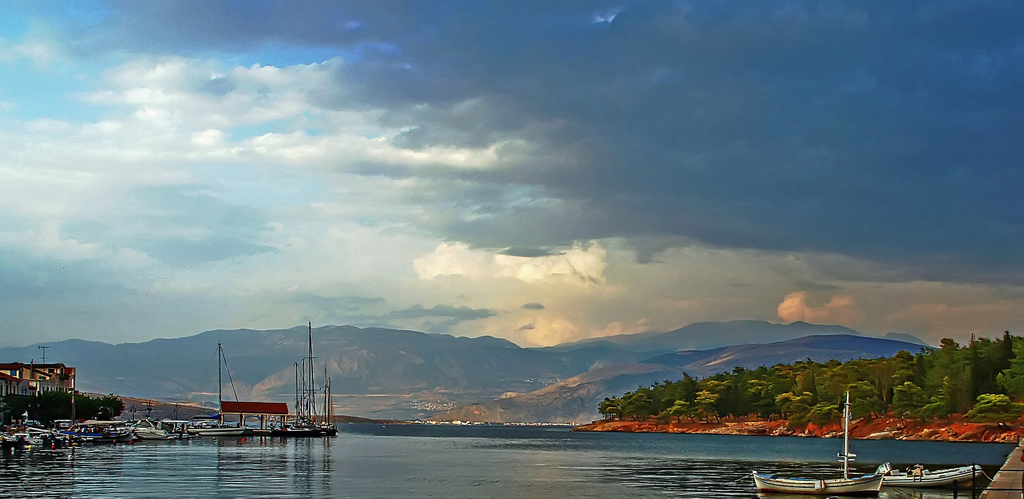
Blick von Galaxidi auf Chrisso und Delfi

Chrisso liegt an den südsüdwestlichen Ausläufern des Parnassos-Gebirges in geringer Entfernung westlich des antiken Delphi, südöstlich der Stadt Amfissa und nordöstlich der Hafenstädte Itea und Galaxidi. Südsüdöstlich von Chrisso befindet sich die Ortschaft Desfina. Chrisso liegt am Beginn des ostwärts gerichteten Ausläufers der Ebene von Krissa (heute Ebene von Amfissa-Itea) in Richtung Delphi bzw. am Ostrand der Ebene von Krissa bzw. Amfissa-Itea. Südlich von Chrisso verläuft ein kleiner Fluss namens Plistos oder Krissa, der von Osten aus Delphi und Arachova kommend das Dorf passiert und anschließend in den Golf von Itea (früher: Golf von Krissa) nahe der antiken Stadt Kirra mündet (östlich des heutigen Itea).

## Geschichte
Der Name Chrisso leitet sich vom antiken Ortsnamen Krissa (Κρίσσα) ab, die zwischen dem 15. und 14. Jahrhundert v. Chr. den homerischen Epen zufolge von den Kretern gegründet worden sein soll. Spätestens ab dem 7. Jahrhundert v. Chr. nahm Krissa in der Phokis eine hervorgehobene Stellung ein.
Im 19. Jahrhundert war Chrisso mit einer Einwohnerzahl zwischen 1.200 und 1.500 der Sitz eines Bischofs.